# اللامساواة بين الجنسين في المناهج الدراسية
تكشف اللامساواة بين الجنسين في المناهج الدراسية عن مؤشرات بأن المتعلمين من الإناث والذكور لا يعاملون معاملة متساوية في أنواع مختلفة من المناهج. هناك نوعان من المناهج الدراسية: رسمية وغير رسمية. تُقدَم المناهج الرسمية من قبل الحكومة أو المؤسسة التعليمية. علاوة على ذلك، تٌعرف على أنها مجموعات من الأهداف، والمحتوى، والموارد، والتقييم. تشير المناهج غير الرسمية، والمعروفة أيضًا على أنها مخفية، إلى المواقف، والقيم، والمعتقدات، والافتراضات، والسلوكيات، وجداول الأعمال غير المعلنة التي تستند عليها عملية التعلم. تُصاغ هذه المناهج من قبل الأفراد، والأسر، والمجتمعات، والأديان، والثقافات، والتقاليد.
وبشكل أكثر تحديدًا، تظهر اللامساواة بين الجنسين في المناهج الدراسية في كل من المدارس ومعاهد تعليم المعلمين. التعليم الجسدي حساس بشكل خاص، إذ غالبًا ما تنشأ قضايا المساواة بين الجنسين من القوالب النمطية المسبقة للفتيان والفتيات. غالبًا ما يُعتقد أن الفتية أفضل في ممارسة الرياضة البدنية من الفتيات والفتيات أفضل في أنشطة «المنزل» المتضمنة الخياطة والطبخ. يسود هذا الاعتقاد في العديد من الثقافات حول العالم ولا يرتبط بثقافة واحدة فقط.

## التمايز اللغوي في المناهج الدراسية بين الجنسين
تبين بعض أهداف المناهج الدراسية أن اللغة المستخدمة متحيزة من حيث الجندر. في الواقع فاللغة نفسها قادرة على مخاطبة حالة الذكر أو الأنثى، وحالة الجرأة أو التساهل. في العديد من الثقافات، «أن تكون ذكرًا» لغويًا يعني أن تكون واثقًا. في اليابان، وفقًا لبفلينكو، تُدفع المتعلمات اليابانيات «لرؤية اللغة الإنجليزية كلغة تمكين. يذكر الطلاب أن... نظام الضمائر للغة الإنجليزية يسمح لهم بالتصنيف والتعبير عن أنفسهم بشكل مختلف كأفراد أكثر استقلالية من التحدث باللغة اليابانية». يوضح هذا المثال بوضوح كيف أن اللغات، التي تعكس الثقافات، هي الأساس لإدخال اللامساواة بين الجنسين التي تبرز في المناهج الدراسية.

## هيكل المناهج الدراسية والجندر
الواقع أن العديد من معاهد تعليم المعلمين في مختلف أنحاء العالم، والتي تضع المناهج الدراسية، أي شهادات التعليم، تُظهِر نقصًا مقلقًا فيما يتعلق بقضايا المساواة بين الجنسين. على سبيل المثال: يُعلم الطلاب الذين يثبتون استعدادهم ليصبحوا مدرسين نظريات التعليم، وسيكولوجية التعلم، ومنهجيات التدريس وإدارة الصف، من بين أمور أخرى، ودورة أو دورتين عمليتين. ليس هناك تسليط للضوء على القضايا المتعلقة بالمساواة بين الجنسين في تدريبهم. حتى الدورات التدريبية حول تصميم المناهج الدراسية تتجاهل هذه القضايا. يطرح هذا الإغفال مشاكل كبيرة، ولابد من التعامل مع هذا الإغفال من قبل مصممي المناهج الدراسية في معاهد تعليم المعلمين. من المهم أن تكون قضايا المساواة بين الجنسين جزءًا من المنهج الدراسي لمساعدة المعلمين في المستقبل على أن يكونوا أكثر حساسية تجاه قضايا المساواة بين الجنسين. وهكذا عندما يصبحون معلمين، يمكنهم أن يصبحوا عناصر تغيير في مدارسهم.

## محتوى المواد التعليمية والجندر
أظهرت العديد من الدراسات أن الكتب المدرسية تعزز وجهات النظر التقليدية للذكورة والأنوثة وتشجع الأطفال على قبول النظام التقليدي الجندري. على سبيل المثال: وجدت دراسة حديثة أجراها كوستاس عام 2019 أن الشخصيات النسائية في الكتب المدرسية للتعليم الابتدائي تُصور بشكل أساسي على أنها أم وربة منزل، بينما تٌعرف الشخصيات الذكورية على أنها معيلة للأسرة. بالإضافة إلى ذلك، غالبًا ما يستخدم المعلمون المواد، بما في ذلك النصوص والصور أو الأمثلة التي تعزز الأدوار النمطية. ومن بين الأمثلة النموذجية المقدمة، دور الأب (قراءة الجريدة)، والأم (تقديم العشاء)، الطبيب (ذكر)، والممرضة (أنثى)، لعب الكرة (صبي) وتمشيط شعر الدمية (فتاة). من خلال القيام بذلك، يعزز المعلمون أيضًا التحيز القائم على الجندر والذي يميز الفتيات أيضًا. على سبيل المثال: التنمر وإحداث الضجيج للأولاد، والأدب واللطف للفتيات. التحيز القائم على الجندر لا يفضل الذكور على الإناث فحسب، بل إنه أيضًا من الممكن أن يذهب في الاتجاه الآخر. كلاهما سلبي عند التفكير في العلاقة الصحية بين المعلم والمتعلم.

## المنهج الدراسي للمساواة بين الجنسين
يظهر المنهج الدراسي للمساواة بين الجنسين تنوع المجتمع عند زيادة الأمثلة التي تسلط الضوء على الشخصيات النسائية الناجحة في النصوص وكذلك في الأمثلة المستخدمة خلال الفصول الدراسية. يجب دراسة المواد التعليمية، بما في ذلك الكتب المدرسية، والنشرات، أو المصنفات، لتحديد ما إذا كانت منحازة على أساس الجندر، أو محايدة جندريًا، أو تراعي الاعتبارات الجندرية/ تستجيب لها. في معاهد تعليم المعلمين، يجب أن تتضمن المناهج عناصر تعترف بالقضايا المتعلقة بالمساواة بين الجنسين في مواد التعلم، وكيف يمكن أن يواجه المعلمون هذه القضايا بمجرد توليهم المهنة والبدء في استخدام هذه المواد في فصولهم.
ينبغي أن يشمل المنهج الدراسي الجيد المساواة بين الجنسين نتيجة للتدريس والتعلم في معاهد تعليم المعلمين، وكذلك في المدارس. إن الأنظمة التعليمية التي تتبنى جوانب المساواة بين الجنسين قادرة على:
- مراجعة إطار المناهج الدراسية لتعلن صراحة التزامها بالمساواة بين الجنسين.
- التأكيد على المواقف والقيم التي تعزز المساواة بين الجنسين.
- التأكد من أن محتوى منهج الدورة التدريبية يتضمن قيم ومواقف المساواة بين الجنسين. مراجعة الكتب والمواد التعليمية لتصبح مراعية للاعتبارات الجندرية.
- إزالة القوالب النمطية القائمة على الجندر التي تساهم في إدامة اللامساواة بين الجنسين.[1]

## النهج المتبعة في منع اللامساواة بين الجنسين والعنف القائم على نوع الجنس في المدارس
من الممكن دمج منع العنف القائم على نوع الجنس في المناهج الدراسية للأطفال من جميع الأعمار الملتحقين بالمدرسة. تشمل المواضيع التعليم الجنسي الشامل، وتعليم المهارات الحياتية، والتربية المدنية والنهج الموجهة لإدارة العدوان، وتطوير مهارات المتفرجين، وتكوين علاقات صحية، والحماية من والتنمر- وغالبًا ما تُدمج هذه العناصر.

### أمثلة

#### العالم يبدأ بي، أوغندا
في عام 2002 أسست منظمتان هولنديتان غير حكوميتين، هما مؤسسة السكان العالمية وأعمال الفراشة، «العالم يبدأ بي». وهو موجه إلى الطلاب الذين تتراوح أعمارهم بين 12 و19 عامًا، وهو عبارة عن برنامج تفاعلي على شبكة الإنترنت منخفض التقنية للتثقيف الجنسي. يستخدم البرنامج دافيد وروز، وهما معلمان افتراضيان للأقران يرشدان الطلاب من خلال أربعة عشر درسًا حول تقدير الذات، والعلاقات الصحية، والتطور الجنسي، والجنس الآمن، والمساواة بين الجنسين، والحقوق الجنسية. يتضمن كل درس واجبًا، على سبيل المثال: إنشاء لوحة قصة أو عمل فني أو إجراء تمثيلية حول موضوع هذا الدرس. أظهر تقييم البرنامج (باستخدام تصميم شبه تجريبي) آثارًا إيجابية كبيرة على الجنس غير القسري ضمن الطلاب في مجموعات التدخل. في الواقع أنهم أبلغوا عن ثقتهم في قدرتهم على التعامل مع المواقف التي تُستخدم فيها القوة والضغط الجنسي.

#### برامج إتش وإم في البرازيل
سميت البرامج تيمنًا بمعنى كلمتي الرجال والنساء في اللغتين الإسبانية والبرتغالية، استخدِمت برامج إتش وإم منهجًا قائمًا على الأدلة، وشمل مجموعة من الأنشطة التعليمية التي صُممت ليجري تنفيذها في إطار مجموعات من نفس الجنس، وكذلك من جانب مُيسري نفس الجنس من المجموعات، والذين يمكن اعتبارهم في نهاية المطاف كنماذج أدوار منصفة للجنسين.
تشمل الكتيبات التي تستخدمها هذه البرامج أنشطة تتعلق بالأبوة/الأمومة، وتقديم الرعاية، والوقاية من العنف، والصحة الجنسية والإنجابية بما في ذلك فيروس نقص المناعة البشرية/الإيدز، والقضايا الأخرى ذات الصلة. تضمنت أنشطة البرنامج القيام بدور العصف الذهني، والتمارين الأخرى التي ساهمت في تفكير الطلاب في كيفية الاختلاط بين الفتيان والفتيات، ومساوئ ومحاسن هذه التنشئة الاجتماعية، واستكشاف فوائد تغيير سلوكيات معينة.
جري تقييم البرنامجين في عدة مواقع عن طريق دراسات شبه تجريبية في الغالب. أظهر الدليل حدوث تغييرات إيجابية في مواقف المشاركين وسلوكياتهم القائمة على المساواة بين الجنسين، وأظهر انخفاضًا في العنف القائم على نوع الجنس.